# Новое Гадари
Новое Гадари (Новые Гадари, Гадари) — село в Кизилюртовском районе Дагестана. Входит в состав сельского поселения Зубутли-Миатлинский сельсовет.

## География
Расположено в 10 км к западу от города Кизилюрт, на границе с Хасавюртовским районом.

## История
Образовано в 1974 году переселенцами из села Гадари Гумбетовского района.

## Население
| 1989 | 2002 | 2010 | 2021  |
| ---- | ---- | ---- | ----- |
| 752  | ↘398 | ↗798 | ↗1146 |

## Транспорт
Через село проходят федеральная трасса M29 «Кавказ» и участок Северо-Кавказской железной дороги.